# Doguschijew
Doguschijew (russisch Догужиев) ist ein Dorf (chutor) in Südrussland. Es gehört zur Republik Adygeja und hat 1547 Einwohner (Stand 2019). Im Ort gibt es 4 Straßen.

## Geographie
Das Dorf liegt 19 km östlich des Dorfes Krasnogwardeiskoje, am linken Ufer des Flusses Laba. Nekrassowskaja ist die nächstgelegene ländliche Ortschaft.